# Tympanocryptis houstoni
Espèce
Synonymes
- Tympanocryptis lineata houstoni Storr, 1982

Statut de conservation UICN

 LC  : Préoccupation mineure
Tympanocryptis houstoni est une espèce de sauriens de la famille des Agamidae.

## Répartition
Cette espèce est endémique du Sud de l'Australie. Elle se rencontre dans le sud de l'Australie-Occidentale et dans le Sud de l'Australie-Méridionale.

## Étymologie
Cette espèce est nommée en l'honneur de Terry Francis Houston.

## Publication originale
- Storr, 1982 : Taxonomic notes on the genus Tympanocryptis Peters (Lacertilia: Agamidae). Records of the Western Australian Museum, vol. 10, no 1, p. 61-66 (texte intégral).